# فندق الماركير
فندق الماركير (بالفرنسية: Hôtel Mercure)‏ هو فندق جزائري ذو 5 نجوم يقع في الجزائر العاصمة ويبعد اقل من خمس دقائق من مطار الجزائر الدولي ويقع في باب الزوار بالتحديد